# Asociación Nacional de Hockey en Hielo y en Línea
Asociación Nacional de Hockey en Hielo y en Línea ordnar med organiserad ishockey och inlinehockey i Chile. Chile inträdde år 2000 i IIHF.

### Fotnoter
1. ↑  ”Chile”. International Ice Hockey Federation. http://www.iihf.com/iihf-home/countries/Chile.html. Läst 9 april 2012.